# Джевиця (гміна)
Гміна Джевиця (пол. Gmina Drzewica) — місько-сільська гміна у центральній Польщі. Належить до Опочинського повіту Лодзинського воєводства.
Станом на 31 грудня 2011 у гміні проживало 10919 осіб.

## Територія
Згідно з даними за 2007 рік площа гміни становила 118.42 км², у тому числі:
- орні землі: 60.00%
- ліси: 33.00%

Таким чином, площа гміни становить 11.40% площі повіту.

## Населення
Станом на 31 грудня 2011:
| Опис     | Загалом | Загалом | Чоловіки | Чоловіки | Жінки | Жінки |
| -------- | ------- | ------- | -------- | -------- | ----- | ----- |
| одиниця  | осіб    | %       | осіб     | %        | осіб  | %     |
| все      | 10919   | 100     | 5390     | 49.36    | 5529  | 50.64 |
| міське   | 4012    | 100     | 1973     | 49.18    | 2039  | 50.82 |
| сільське | 6907    | 100     | 3417     | 49.47    | 3490  | 50.53 |

## Сусідні гміни
Гміна Джевиця межує з такими гмінами: Ґельнюв, Одживул, Опочно, Посвентне, Русінув.